# Juan Cruz Álvarez

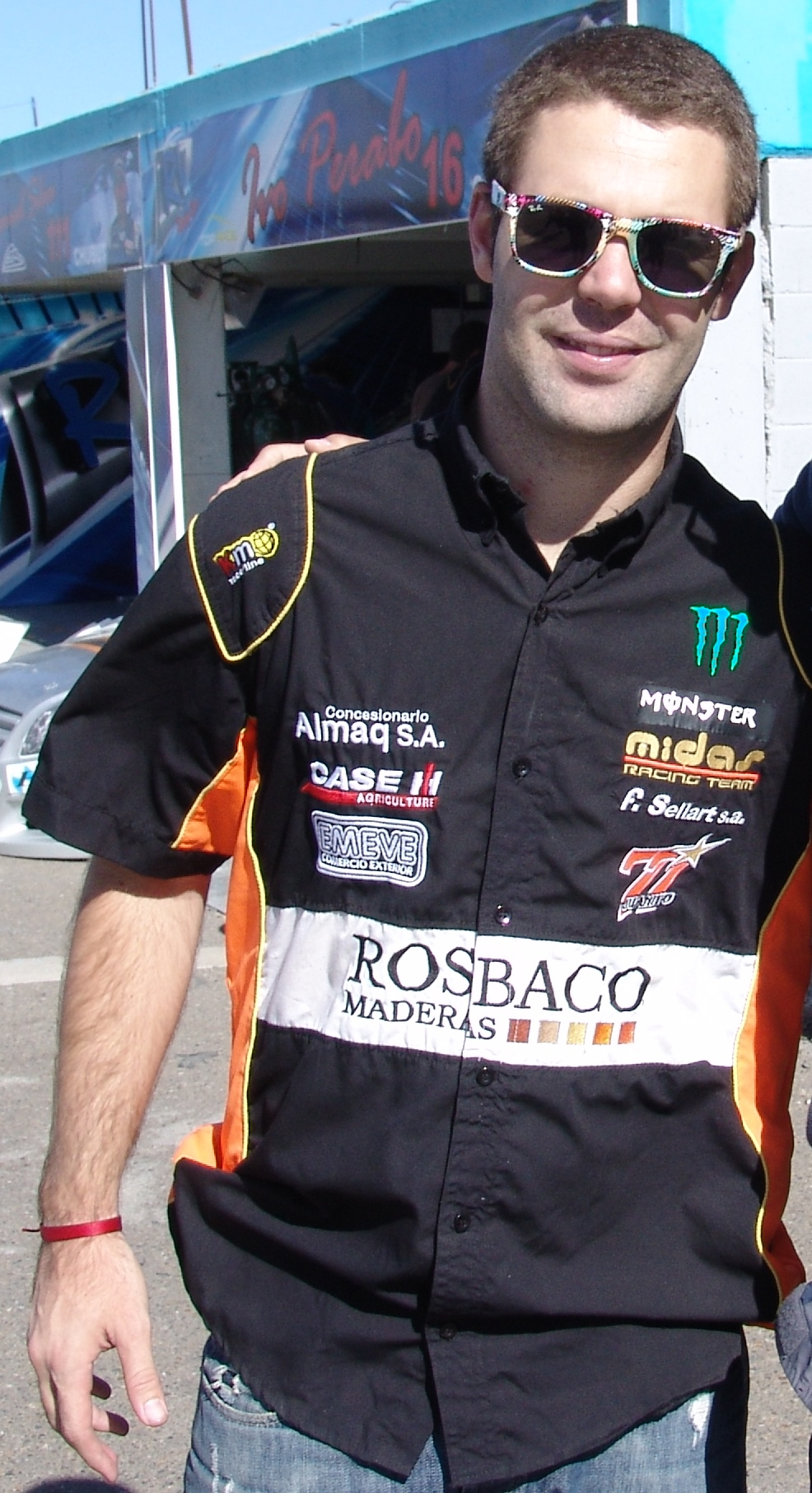
Juan Cruz Álvarez

Juan Cruz Álvarez (* 20. November 1985 in Arrecifes) ist ein argentinischer Rennfahrer.

## Karriere
Mit acht Jahren begann Álvarez seine Karriere 1994 im Kartsport. Im Jahr 2001 wechselte der Argentinier in den Formelsport und wurde auf Anhieb Dritter der argentinischen Formel Renault. 2002 sicherte sich Álvarez den Vizemeistertitel dieser Serie. Daraufhin wechselte 2003 Álvarez nach Europa. Für Meycom nahm er an der World Series Light teil und wurde Meister dieser Serie. Im nächsten Jahr wechselte er in die World Series by Nissan und wurde für Gabord Competición startend Siebter im Gesamtklassement. Nach guten Resultaten in den Nachwuchsrennserien wechselte Álvarez 2005 in die neugegründete GP2-Serie zu Campos Racing. Álvarez erzielte viereinhalb Punkte und belegte mit Platz 18 in der Gesamtwertung einen besseren Platz als sein Teamkollege Sergio Hernández.
Nachdem Álvarez 2006 in keiner größeren Rennserie aktiv gewesen war, startete er 2007 in der argentinischen Top Race V6 Meisterschaft und wurde Fünfzehnter in der Gesamtwertung. Im folgenden Jahr blieb der Argentinier in dieser Serie und belegte nach neun Saisonrennen den sechzehnten Gesamtrang.

## Statistik

### Karrierestationen
- 1994–2000: Kartsport
- 2001: Argentinische Formel Renault (Platz 3)
- 2002: Argentinische Formel Renault (Platz 2)
- 2003: World Series Light (Meister)
- 2004: World Series by Nissan (Platz 7)
- 2005: GP2-Serie (Platz 18)
- 2007: Argentinische Top Race V6 Meisterschaft (Platz 15)
- 2008: Argentinische Top Race V6 Meisterschaft (Platz 16)